# ويليام إليسون
ويليام إليسون (بالإنجليزية: William Ellison)‏ هو شخصية أعمال أمريكي، ولد في 1790، وتوفي في 5 ديسمبر 1861.